# Baie de Sandusky
La baie de Sandusky (en anglais : Sandusky Bay) est située sur le lac Érié dans l'État de l'Ohio. Elle forme un estuaire pour la rivière Sandusky, qui se jette dans le lac en traversant cette baie profonde.

## Géographie

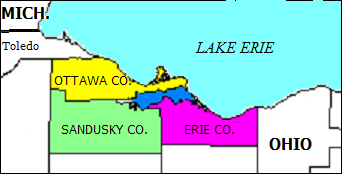
Les comtés entourant la baie de Sandusky (en bleu foncé).

La baie de Sandusky est située dans le Nord-Ouest de l'Ohio. Elle est bordée par trois comtés : le comté d'Erie, le comté d'Ottawa et le comté de Sandusky.
La baie s'étend sur environ 15 milles (24 km) d'ouest en est, pour une superficie de 164 km2. Elle constitue ainsi la plus grande baie du lac Érié, auquel elle est connectée par un détroit, au nord de Cedar Point.
Elle est délimitée par la péninsule de Marblehead au nord,, le cordon littoral de Cedar Point à l'est et la baie de Muddy Creek (Muddy Creek Bay), qui forme l'extrémité ouest de la baie de Sandusky. L'île Johnson, d'une superficie de 300 acres (121 ha), se trouve dans la baie.
Deux ponts traversent la baie de Sandusky au niveau de Danbury (en) sur la rive nord : un pont du chemin de fer à l'est et le pont de l'Ohio State Route 2 (en) à l'ouest. Ce dernier pont porte officiellement le nom de Thomas A. Edison Memorial Bridge, en hommage à Thomas Edison natif de la ville voisine de Milan.

## Hydrographie

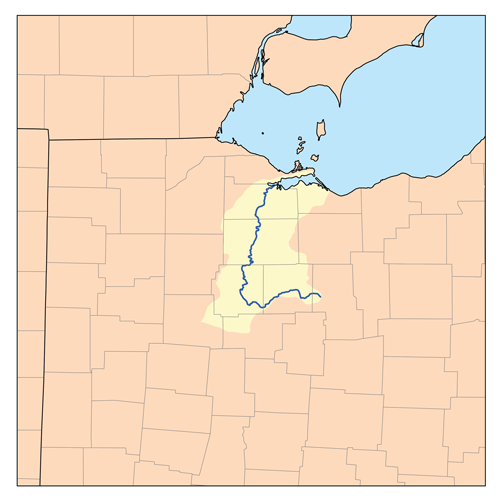
Le bassin versant de la Sandusky, qui se jette dans la baie du même nom.

La baie de Sandusky constitue l'estuaire de la Sandusky, rivière qui s'écoule sur plus de 200 km. Avec le temps, les vagues du lac Érié ont érodé cette partie de la rivière et élargit la baie. Contrairement à d'autres affluents du lac Érié, les abords de l'estuaire de la Sandusky sont peu urbanisés et largement marécageux. 
La profondeur moyenne de la baie est de 2,6 mètres. Elle peut toutefois aller jusqu'à 7 mètres dans certains chenaux.
La partie occidentale de la baie (Muddy Creek Bay) est moins profonde, plus chaude et plus turbide (en raison notamment de l'impact de l'agriculture). La partie orientale de la baie est davantage influencée par les eaux du lac Érié, avec des températures plus basses et moins de sédiments.

## Toponymie
Sandusky provient du wendat « saundustee » ou « tsandusti » qui signifie « eau », ou « eau froide ».

## Histoire

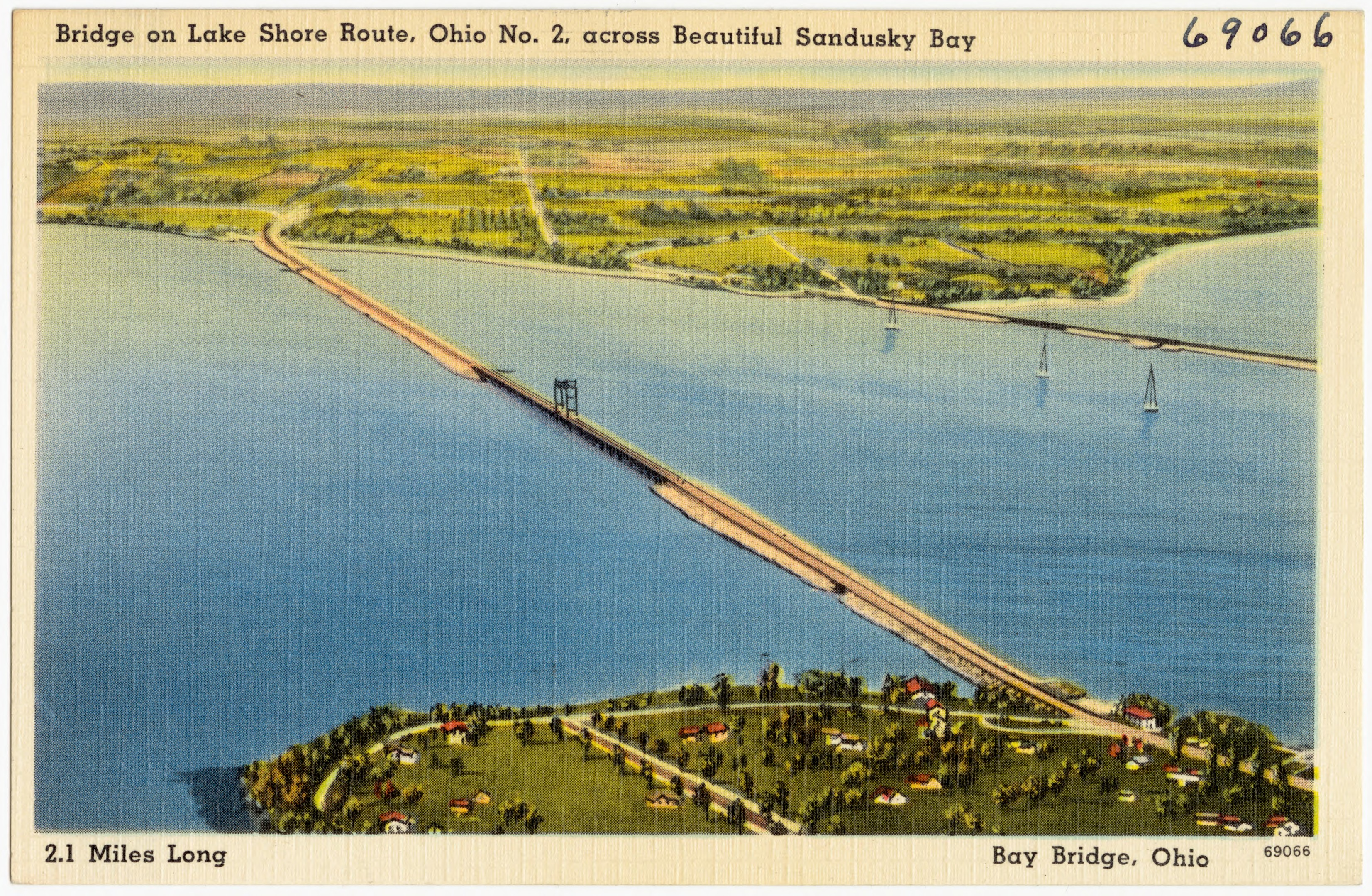
Le pont de la Baie de Sandusky sur une carte postale des années 1930 ou 1940.

C'est sur la baie de Sandusky que les Français construisirent le Fort Sandoské au XVIIIe siècle à l'époque de la Nouvelle-France.
En 1870, Louis Zistel ouvre Cedar Point, qui accueille une brasserie, des bains publics, une piste de danse et des jeux pour les enfants. Situé sur une péninsule entre le lac Érié et la baie de Sandusky, le parc se transforme peu à peu en un important parc d'attractions accueillant plusieurs millions de visiteurs.
Le 2 février 1929, le pont de la Baie de Sandusky (Sandusky Bay Bridge) est inauguré et permet pour la première fois de relier les comtés d'Erie et d'Ottawa en voiture en traversant la baie. Un deuxième pont est construit, le Thomas A. Edison Memorial Bridge, pour accueillir une quatre voies. Les deux ponts fonctionnement de 1965 à 1985, lorsque Sandusky Bay Bridge est mis à l'arrêt puis détruit.

## Faune et flore
La baie de Sandusky est un important lieu de reproduction pour le bar blanc (Morone chrysops), la barbue de rivière (Ictalurus punctatus) et le doré jaune (Sander vitreus).